# Bella Hudson
Erica Schroeder (Albany, 27 aprile 1975) è una doppiatrice statunitense. 
Nonostante sia nata a Albany e ha prestato la sua voce in diversi anime di 4Kids, come Yu-Gi-Oh!, One Piece, Winx Club. A volte viene accreditata come Bella Hudson.

## Doppiaggio

### Anime
- Agenzia Segreta Controllo Magia: IlviraKing of Braves GaoGaiGar: Swan White
- Domain of Murder: Sayoko Toyama
- Giant Robot: Il giorno in cui la Terra si fermò: Youshi
- Kekkaishi: Mikawa Jimagaku
- Magica DoReMi: Rona, madre di Dorie Goodwyn (Haruka Harukaze)
- Mew Mew Power: Bridget Verdant
- Midori Days: Yuka
- Mirmo!: Otome
- Narutaru: Misono Tamai
- Oh, mia dea!: Shiho Sakakibara
- One Piece: Monkey D. Rufy, Miss Merry Christmas (4Kids Entertainment)
- Outlanders: Momo
- Seven of Seven: Sukie Kayano
- Shaman King: Lyserg Diethel, Lee Lee La La, Kino Asakura, Macchi
- Shrine of the Morning Mist: Chika Yurikusa
- Shura no toki: Oume
- Sonic X: Maria Robotnik, Tikal, Molly
- Pluto: ilsa
- Pokémon: Infermiera Joy, Chimecho
- Pokémon: Lucario e il mistero di Mew: Lady Rin, Lady Eileen
- Samurai Deeper Kyo: Saiko
- Yu-Gi-Oh!: Mai Valentine (stagione 4), Mana, Dark Magician Girl
- Yu-Gi-Oh! 5D's: Akiza Izinski, Rally Dawson
- Yu-Gi-Oh! GX: Fonda Fontaine (Emi Ayukawa), Camula, Giovane maga nera, Sarina